# Daitrosister longipilus
Daitrosister longipilus är en skalbaggsart som först beskrevs av August Reichensperger 1931.  Daitrosister longipilus ingår i släktet Daitrosister och familjen stumpbaggar. Inga underarter finns listade i Catalogue of Life.